# تلفزيون شعب كردستان
تلفزيون شعب كردستان بالكردي تلفزيون شعب كردستان، أول تلفزيون ناطق باللغة الكردية تبث برامجها من إقليم كردستان بعد إنشاء الإقليم، تم افتتاحها سنة 1991.

## بدايتها
بدأ بث القناة في مدينة زاخو يوم 18/6/1991 ثم انتقلت في بداية تشرين الأول من نفس العام إلى مركز مدينة دهوك وهناك واصل القناة بثها بأجهزة بدائية، قناة شعب كردستان تابعة للاتحاد الوطني الكردستاني الذي يتزعمه جلال طالباني.

## قنوات التلفزيون
هناك عدة قنوات متفرعة من القناة الأم وهي:
1. تلفزيون شعب كوردستان / قناة دهوك حيث يعتبر أول قناة ناطقة باللغة الكردية في منطقة بهدينان.
2. تلفزيون شعب كوردستان / قناة أربيل.
3. تلفزيون شعب كوردستان / قناة السليمانية.
4. تلفزيون شعب كوردستان / قناة كركوك حيث تم افتتاحة بعد عام 2003.

## البث الفضائي
بعد جهود حثيثة وفي يوم 1/6/2008 تم الأفتتاح الرسمي لقناة شعب كردستان الفضائية على القمر هوت بيردثم انتقلت للقمر نايلسات إضافة إلى مواصلة بثها على الهوت بيرد وقد أفتتح القناة رئيس جمهورية العراق جلال طالباني.

## الموقع الرسمي
- الموقع الرسمي.